# Alma Richter
Alma Richter (* 11. Februar 1879 in Chemnitz; † 24. Dezember 1969 in Hagen) war eine liberale deutsche Politikerin (Deutschliberale Partei (DVP), LDPD, FDP).

## Leben
Alma Richter war die Tochter eines Färbermeisters. Sie besuchte die Volksschule und war sechs Jahre lang als Korrespondentin tätig. 1911 zog sie mit ihrem Mann Richard (einem geborenen Danziger) und ihren zwei Töchtern nach Danzig. 1914 arbeitete sie dort in der Kriegshilfe mit, seit 1915 leitete sie die Kriegshilfe in Danzig-Langfuhr. 1918 wurde sie in Danzig Stadtverordnete, 1924 wurde sie in den Volkstag, den Landtag der Freien Stadt Danzig gewählt. 1929 wurde sie Senatorin für Jugendwohlfahrt und Altenhilfe. Nach der Machtergreifung der Nationalsozialisten wurden sie 1933 amtsenthoben und schied 1933 aus dem Volkstag aus. Alma Richter gründete eine Süßmosterei.
Nach dem Zweiten Weltkrieg wurde sie aus Danzig vertrieben und flüchtete in ihre sächsische Heimat. Dort trat sie der Liberal-Demokratischen Partei Deutschlands in Sachsen bei. Bei den halbfreien Landtagswahlen in der SBZ 1946 wurde sie in den Sächsischen Landtag gewählt. Dort war sie ab September 1948 zweite Schriftführerin. 1949 flüchtete sie aus der SBZ nach Westdeutschland und ließ sich in Hagen nieder, wo bereits ihre Tochter wohnte.
Dort wurde sie Mitglied der FDP und engagierte sich in der internationalen Frauenbewegung. 1964 wurde sie mit dem Bundesverdienstkreuz am Bande ausgezeichnet.